# کره اوتیس
کره اوتیس (انگلیسی: Carré Otis؛ زادهٔ ۲۸ سپتامبر ۱۹۶۸) یک هنرپیشه، و مانکن (فرد) اهل ایالات متحده آمریکا است.